# Chengde
Chengde (chinois : 承德市 ; pinyin : Chéngdé shì) est une ville-préfecture de la province du Hebei en Chine. Elle comptait 457 300 habitants en 2004. L'agglomération comptait 3 729 600 habitants en 2013[réf. nécessaire].
Chengde est membre de l'Organisation des villes du patrimoine mondial.

## Histoire
Longtemps appelée Rehe ou Jehol, Chengde fut capitale de l'ancienne province de Rehe. Elle est célèbre pour être l'ancienne résidence d'été des empereurs mandchous du début de la dynastie Qing. Pendant le XVIIIe siècle, la cour impériale déménageait de Pékin à Chengde pendant la saison estivale pour y séjourner six mois durant.
La Cour impériale y organisait d'importantes réceptions diplomatiques pour tenter notamment de pacifier les peuples non Han, tels que les Mongols ou les Tibétains.
C'est à Chengde que l'empereur Qianlong abdique en 1796 en faveur de Jiaqing, marquant la fin de l'apogée de cette ville.

## Climat
Les températures moyennes de Chengde vont de −9,4 °C pour le mois le plus froid à +24,4 °C pour le mois le plus chaud, avec une moyenne annuelle de +8,9 °C (chiffres arrêtés en 1988), et la pluviométrie y est de 545,6 mm (chiffres arrêtés en 1990).

## Principaux monuments
- le Palais d'été (Bishu Shanzhuang) : sa construction fut commencée en 1703 par l'empereur Kangxi. Il s'étend sur 560 hectares, avec de nombreux lacs et pavillons (voir l'article Résidence de montagne de Chengde).

L'empereur Qianlong construisit en 1750 les trois plus importants complexes religieux de Chengde inspirés de trois hauts lieux du bouddhisme tibétain :
- le temple de Putuo Zongcheng (普陀宗乘之庙, pǔtuó zōngchéng zhī miào), construit entre 1767 et 1771, reproduction réduite à 1/3 du Potala de Lhassa, édifié pour commémorer les visites des Mongols, lors du soixantième anniversaire de Qianlong, et du quatre-vingtième de sa mère[3] ;
- le temple Xumifushou Zhi Miao, aussi appelé temple de Sumeru, de la Joie et de la Longévité, il fut édifié en 1780 selon le modèle de Tashilhunpo en l'honneur de la visite du sixième panchen-lama, second grand hiérarchique tibétain après le dalaï-lama ;
- le Temple de Puning, appelé temple de la Paix universelle, fut édifié par Qianlong à l'image de Samye pour commémorer sa victoire sur les tribus mongoles. Il diffère des autres temples de Chengde par son architecture intérieure de style chinois et par son pavillon circulaire (pavillon de la lumière de l'aurore), qui rappelle le temple du ciel de Pékin.

Le Palais et les temples sont inscrits sur la liste du patrimoine mondial de l'UNESCO depuis 1994.

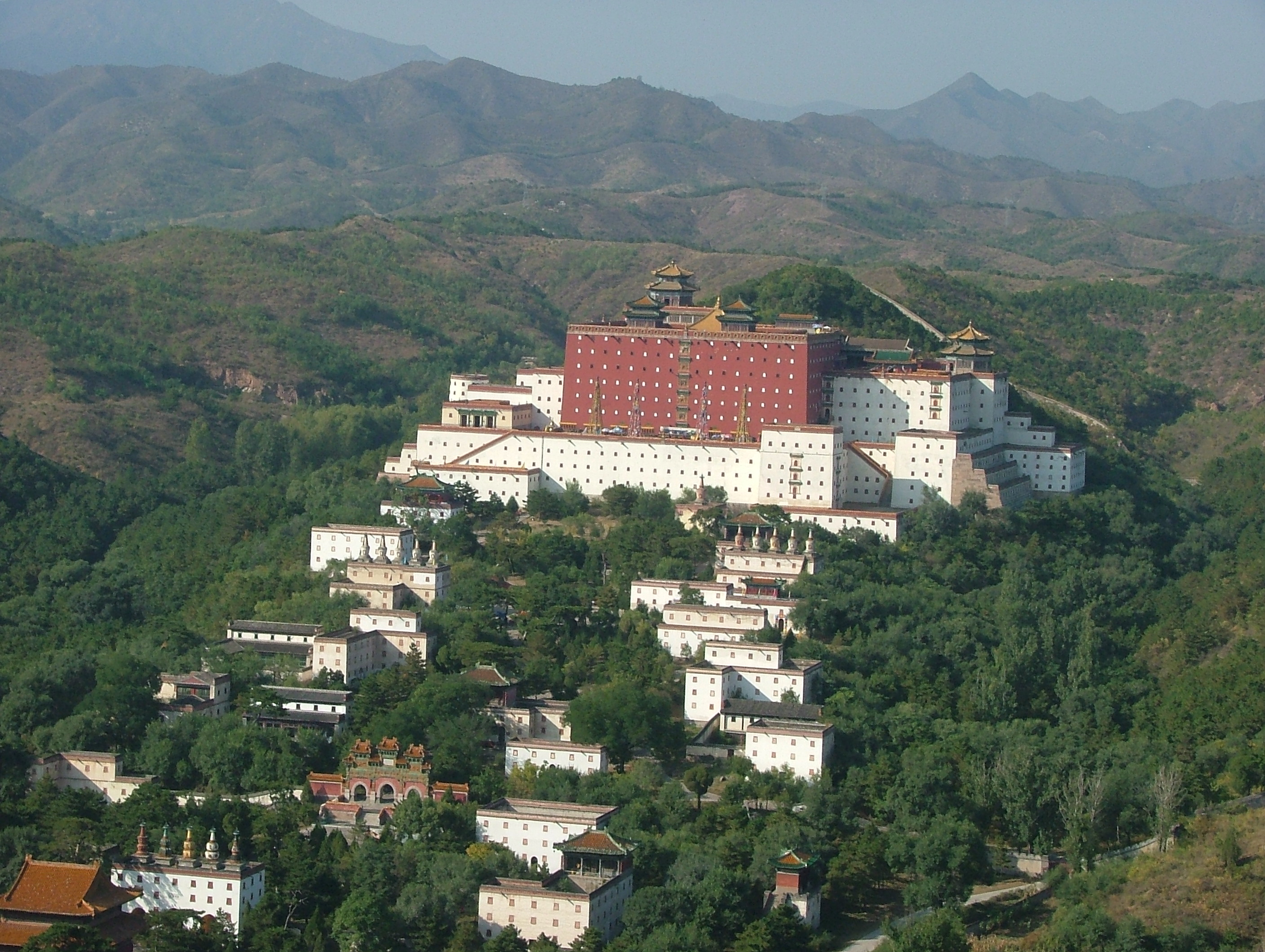
temple de Putuo Zongcheng.
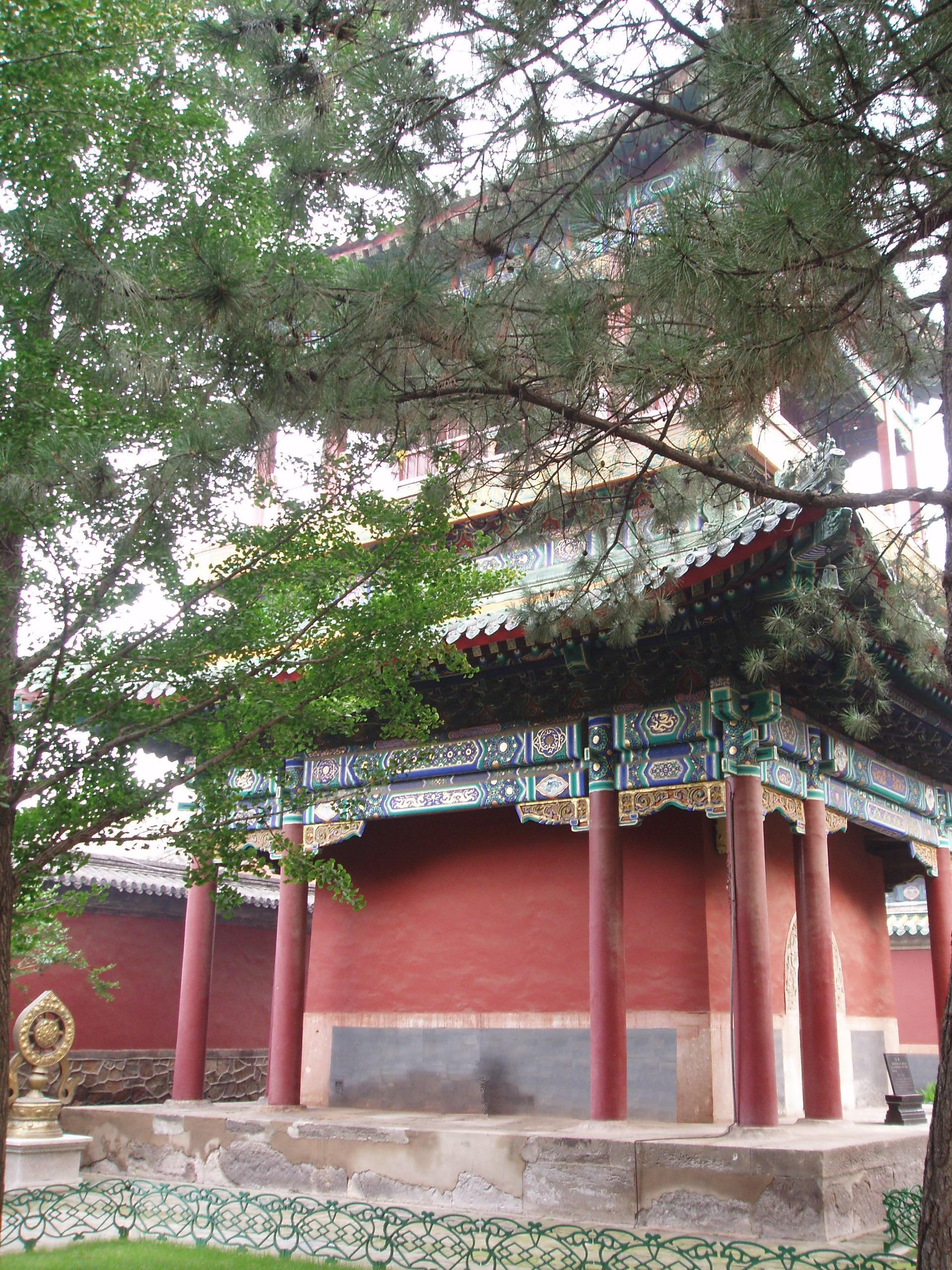
Temple Puning.

Chengde vers 1736-1774.
Chengde vers 1875-1890.

## Incident
Le 19 mai 2005, dans une mine d'État gérée localement (Nuanerhe Mining Company), cinquante et un mineurs sont portés disparus après une explosion de gaz ayant ravagé la mine de charbon.

## Subdivisions administratives
La ville-préfecture de Chengde exerce sa juridiction sur onze subdivisions - trois districts, cinq xian et trois xian autonomes :
- le district de Shuangqiao - 双桥区 Shuāngqiáo Qū ;
- le district de Shuangluan - 双滦区 Shuāngluán Qū ;
- le district minier de Yingshouyingzi - 鹰手营子矿区 Yīngshǒuyíngzi Kuàngqū ;
- le xian de Chengde - 承德县 Chéngdé Xiàn ;
- le xian de Xinglong - 兴隆县 Xīnglóng Xiàn ;
- le xian de Pingquan - 平泉县 Píngquán Xiàn ;
- le xian de Luanping - 滦平县 Luánpíng Xiàn ;
- le xian de Longhua - 隆化县 ; Lónghuà Xiàn) ;
- le xian autonome mandchou de Fengning - 丰宁满族自治县 Fēngníng mǎnzú Zìzhìxiàn ;
- le xian autonome mandchou de Kuancheng - 宽城满族自治县 Kuānchéng mǎnzú Zìzhìxiàn ;
- le xian autonome mandchou et mongol de Weichang - 围场满族蒙古族自治县 Wéichǎng mǎnzú Měnggǔzú Zìzhìxiàn.

## Personnalités
Cai Yalin (1977-), champion olympique de tir en 2000.